# Списак ликова Keeping Up Appearances

Овај чланак представља списак ликова британске серије комедије ситуације Keeping Up Appearances, која је емитована од 1990. до 1995. године.

## Главни ликови

### Хајасинт Бакет
Протагониста ове серије је помодарка са жељом да се попне уз друштвену лествицу, звана Хајасинт Бакет (која инсистира да јој се презиме чита Букеј). Њени основни циљеви у животу су импресионирање људи, поготово припадника виших класа, као и наметање утиска да је она добростојећа што се друштвеног статуса тиче (иако је он прилично просечан). Помодарство овог лика довело је до тога да је сви њени познаници презиру. Даће све од себе како би избегла нижекласне рођаке не би ли сачувала углед у друштву који она мисли да поседује. Ипак, она воли своју породицу и притрчава јој у помоћ када год је то потребно.
Хајасинт има три сестре: Дејзи, Вајолет и Роуз.

### Ричард Бакет
Хајасинтин намучени муж који јој је увек на располагању је Ричард Бакет. Ричард је смирен, толерантан и опуштен лик са мало бриге у вези са очувањем и побољшањем свог друштвеног статуса. Својој командујућој жени испуњава сваки захтев (вероватно јер је то боље од препирања и слушања њених јадиковања), а ти захтеви већином су повезани са импресионирањем комшија или аристократа, као и избегавања породице по сваку цену.

### Elizabeth Warden
Хајасинтина пријатељски настројена, спокојна прва комшиница коју Хајасинт често зове на кафу је Елизабет Ворден. Упозната са Хајасинтиним брижним одржавањем куће, Лиз је престрављена од помисли да може да проспе, испусти или сломи било шта у кући њене комшинице, али када се тако нешто деси, иронично, углавном је Хајасинт крива за то због свог понашања. За разлику од већине, Лиз се саосећа са Хајасинт, свесна колико је сви други мрзе, укључујући и њеног брата Емета, и зато је можда Хајасинтин једини прави пријатељ.

### Емет Хоксворт
Елизабетин брат Емет живи са својом сестром. Због тога што је школовани музичар, Хајасинт неретко пева пред Еметом, тиме дајући му до знања да жели да је он укључи у своје дело. Такође, то је и разлог Еметовом страховању да изађе из куће, а Хајасинт не воли и плаши је се.

### Дејзи
Као срећан и живахан лик, Дејзи живи са својим аљкавим мужем Онзлоуом, сестром заводницом Роуз и њиховим сенилним оцем. Дејзи, Онзлоу и Роуз су Хајасинтини рођаци ниже класе којих се она стиди.
Дејзи стално покушава да од свога мужа добије пажњу. Било како било, углавном не успева да је добије, а зато често чита романтичне романе.
Дејзи попут свог мужа на тенане ужива у животу; већину времена проводи на софи једући, читајући или гледајући телевизију. Као и Роуз и Вајолет, Дејзи се окреће Хајасинт за помоћ када год има пробелма - било да је то нешто везано за Онзлоуа или сенилног оца.

### Онзлоу
Пивопија, незапослед и незаинтересован аљкавац кога Хајасинт презире је Онзлоу. Онзлоу се поноси својом лењошћу, и једе, пије и спава до поднева. Стално по цели дан гледа телевизију, а ретко се помера из своје фотеље. Међутим, Онзлоуово читање интелектуалних садржаја га је начинило ученим.
Онзлоу је нежан лик, упркос томе што његов изглед другачије указује, а Рој Кларк тврди да му је он уједно и омиљени лик.

### Роуз
Хајасинтина млађа сестра заводница, која се често намерачи на ожењене мушкарце, притом неретко у краткој сукњи и провокативним одевним детаљима је Роуз. Као и Онзлоу и Дејзи, нимало није у складу са Хајасинтиним тежњама у друштву. 
Роуз је промискуитетна, али је такође и нежна душа, ако је веровати Ричарду.

## Остали ликови

### Парох Мајкл
Мајкл је парох Хајасинтине парохије, и слично осталима, преплашен је Хајасинт, често се труди да је избегне, што се још чешће завршава неуспехом. Такође, стално заборави како Хајасинт жели да је људи ословљавају па јој гаже „госпођо Бакет“ (у разговору са својом женом често је зову „Бакет-жена"). Роуз га зове „онај слатки парох“, која му је често за петама, што узрокује љутњу његове љубоморне жене. Честа шала у серији је управо сусрет пароха и Роуз.

### Вајолет и Брус
Вајолет је Хајасинтина сестра која се врло ретко појављује у серији, али за разлику од других сестара, Вајолет је богата, чиме се Хајасинт често хвали. Она води тежак живот са својим мужем који облачи женску одећу, међутим ово Хајасинт покушава да сакрије. 
Иако је Вајолед очито богатија од Хајасинт, није помодарка попут своје сестре. Много више се слаже са Дејзи, Онзлоуом и Роуз којих се не стиди.
Вајолет и Брус се понекад врло кратко могу видети у епизодама прве четири сезоне. У петој сезони постају стални ликови.

### Татица
Татица је отац Хајасинт, Вајолет, Роуз и Дејзи. Живи са Онзлоуом, Дејзи и Роуз. Врло често запада у неприлике, а макар то било јурење жена, проживљавање свог детињства или ратне иге, неретко нестане што захтева од сестара и зета да га траже. Ретко се појављује као лик у серији, а још ређе нешто каже.

### Шеридан Бакет
Шеридан је Хајасинтин и Ричардов син. Студира и не налази се код куће, а појављује се у серији само када Хајасинт прича са њим телефоном. Неколико пута се наговештава да је Шеридан хомосексуалац (у могућој вези са својим цимером Тарквином), Хајасинт ово никада не схвата, за разлику од Ричарда. Обраћа јој се телефоном углавном због потраживања новаца.

### Мајор
Маојор се појављује само у прве две сезоне, а у безнадежној је пожуди за Хајасинт. Поред тога што јој ово смета, његов висок друштвени статус је обавезује да остане у контакту са њим.

### Саветник госпођа Нуџент
Саветник госпођа Нуџент је високостојећа на друштвеној лествици, што не важи за њену харизму, јер је лоше нарави и манира. Изгледа је и једина особа којој Хајасинт дозвољава обраћање са „госпођо Бакет“. То вероватно ради јер жели место у комисији.

### Онзлоуов пас
Пас (иако нема име, Онзлоу га карактерише као женку) се учестало налази у старим колима испред Онзлоуове куће. Обично је повучен, али почиње да лаје на два лика: Хајасинт и саветника госпођу Нуџент. Онзлоу се видно брине о псу, јер једном приликом у петој сезони иде да га тражи када нестане. Чест комичан моменат је када се Хајасинт препадне од његовог лавежа.